# Palm (företag)

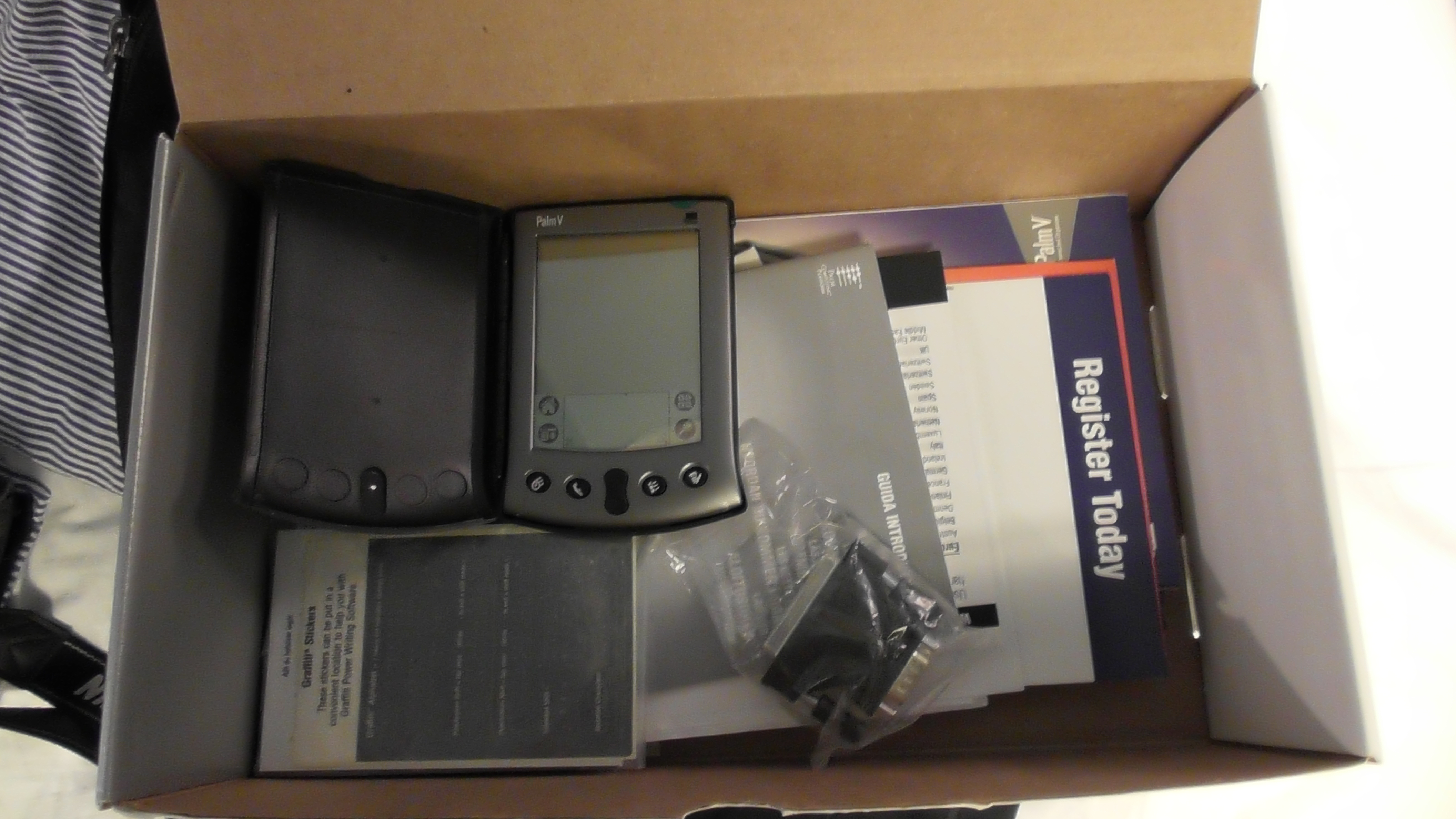
En handdator tillverkad av Palm i originalkartong med alla tillbehören kvar.

Palm, Inc. är ett företag, som tillverkar smartphones och har tillverkat handdatorer. Bolaget var självständigt och börsnoterat från våren 2000 sedan avknoppningen från 3com till våren/sommaren 2010 då Hewlett Packard köpte upp Palm.

## Historik
Företaget Palm Computing grundades av Ed Colligan, Donna Dubinsky (f.d. anställd hos Apple Computer) och Jeff Hawkins, och har sedan dess ägts av U.S. Robotics och senare 3Com. De ursprungliga grundarna av Palm kände inte att de kunde påverka utvecklingen i önskad riktning och lämnade snart 3Com för att istället starta företaget Handspring år 1998.
År 2000 knoppades Palm Computing av från 3Com, för att år 2003 slås ihop med Handspring.
Tidigare gjorde Palm både hårdvaran (handdatorer och mobiltelefoner) och operativsystemet (Palm OS). Under 2003 delades bolaget i Palm Source, som tog hand om operativsystemet, och Palm One, som tog hand om hårdvaran. I juli 2005 bytte Palm One namn till Palm.
Den 18 december 2008 meddelade Palms VD Ed Colligan att företaget inte längre ska utveckla några nya handdatorer.
Den 8 januari 2009 lanserade Palm ett nytt operativsystem – webOS – för bolagets framtida smartphones, varav den första modellen Pre visades upp samtidigt. Drygt 8 månader senare, den 9 september 2009, lanserades nästa modell med Web OS: Pixi.
Den 28 april 2010 presenterade Hewlett Packard ett uppköpsbud på Palm . HP:s bud var 5,7 dollar per aktie, motsvarande cirka 1,2 miljarder dollar. I juli 2010 påstås affären vara slutförd.
I slutet av maj 2010 påstods det att HP:s kommande tablet (bärbar pekskärmsdator) Slate kommer att använda Palms system webOS och att en lansering sker i slutet av 2010.

## Sortiment
PalmOS används även i produkter från andra företag, bland andra LG Electronics. De senaste åren har företaget lanserat en rad olika produkter och man har i viss mån gått från den typiska fickalmanackan. Exempel är Treo 650, en så kallad smartphone med mobiltelefon, almanacka och kamera i ett. Ett annat är Lifedrive som med sin 4 GB stora hårddisk och stora skärm fungerar som en lagringsenhet som man kan se rörlig media på. Palm har även satsat på trådlös teknik, och Palm TX är utrustad med både Bluetooth och Wi-fi. 